# Гать (Яроповичі)
Гать  — колишній хутір в Яроповицькій сільській раді Андрушівського району Житомирської області Української РСР. До 1946 року — виселок.

## Населення
Відповідно до перепису населення СРСР 17 грудня 1926 року, чисельність населення становила 117 осіб, з них 56 чоловіків та 61 жінка; за національністю: українців — 68, росіян — 5, євреїв — 3, поляків — 41. Кількість господарств — 27, з них несільського типу — 18.

## Історія
Заснований у 1683 році. Входив до складу Ходорківської волості Сквирського повіту Київської губернії.
З 1923 року до червня 1925 року входив до складу новоутвореного Ходорківського району Бердичівської округи Київської губернії. Станом на 17 грудня 1926 року значився в підпорядкуванні Яроповицької сільської ради Андрушівського району Бердичівської округи. Відстань до центру сільської ради с. Яроповичі становила 2 версти, до районного центру с. Андрушівка — 20 верст, до окружного центру в Бердичеві — 56 верст, до найближчої залізничної станції Бровки — 18 верст. У 1946 році віднесений до категорії хуторів. Станом на 10 лютого 1952 року значився як виробничий центр цукрорадгоспу.
29 червня 1960, відповідно до рішення Житомирського облвиконкому № 683 «Про об'єднання деяких населених пунктів в районах області», об'єднаний із с. Яроповичі.